# Sveriges socialdemokratiska arbetarepartis idéutveckling

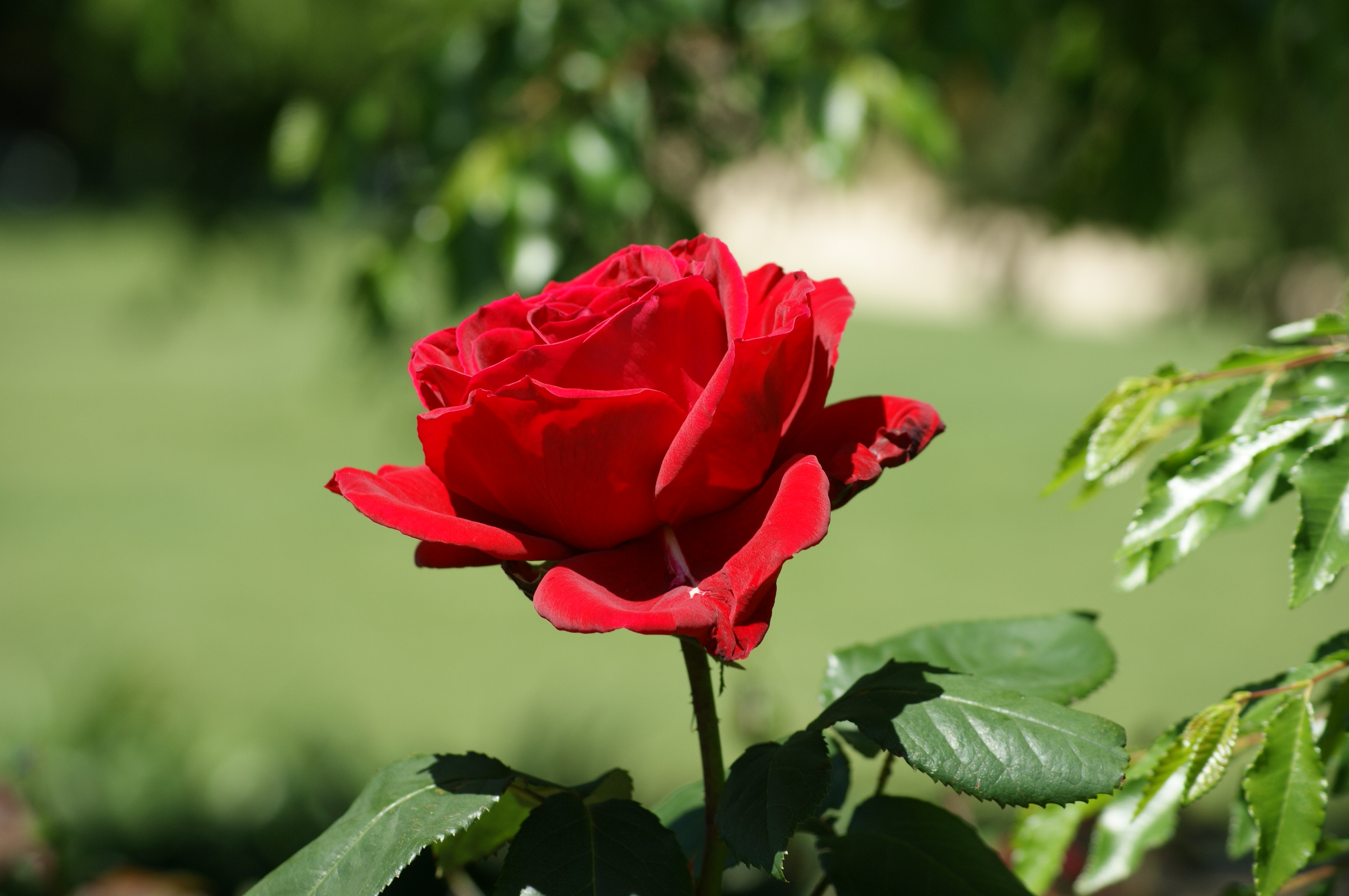
En röd ros, Socialdemokraternas partisymbol.

Sveriges socialdemokratiska arbetarepartis idéutveckling handlar om Sveriges socialdemokratiska arbetarepartis (SAP, Socialdemokraterna) ideologi. Partiets ideologi betecknas som demokratisk socialism, vilket partiet anser vara synonymt med begreppet socialdemokrati.

## Samhällsutvecklingen

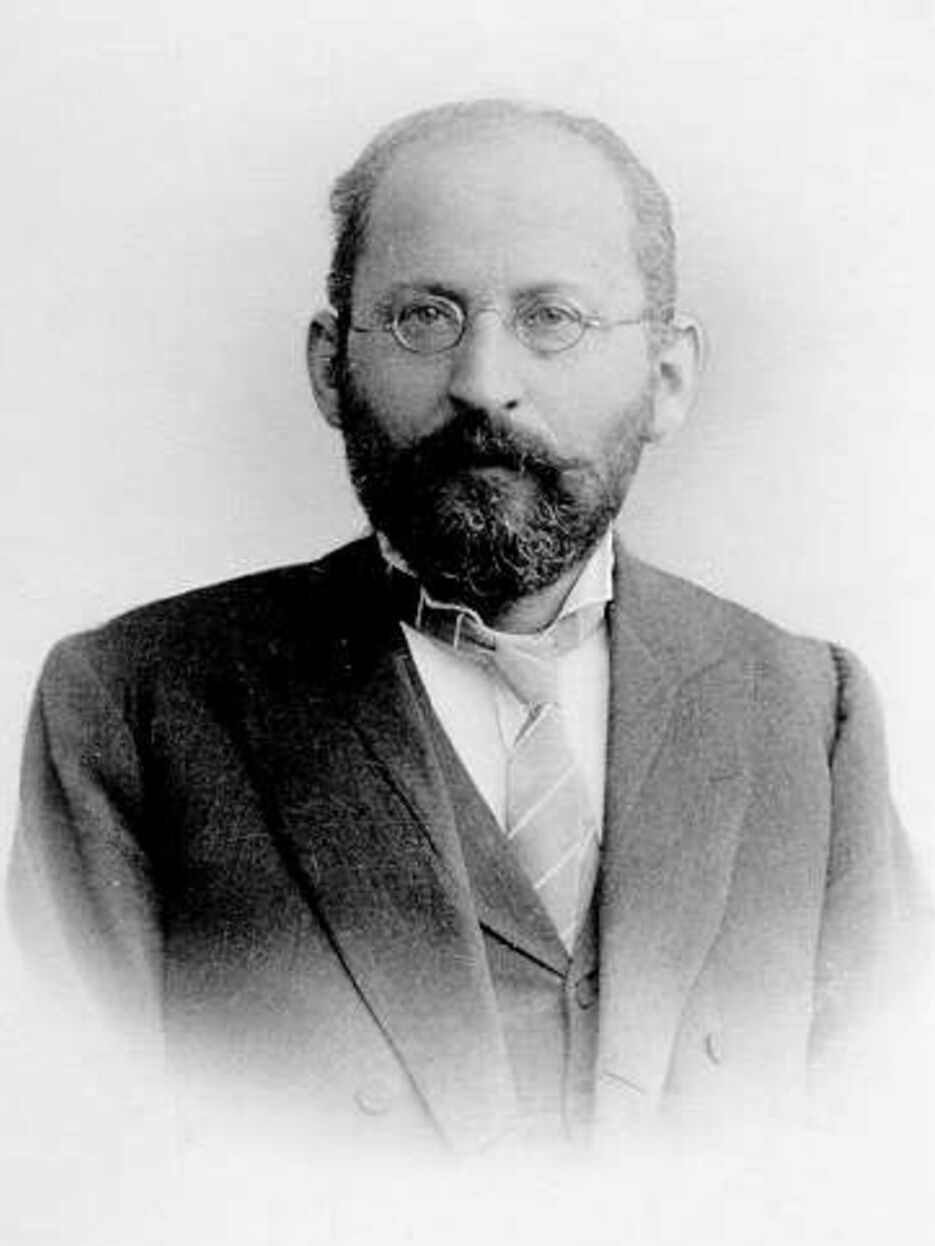
Eduard Bernstein (1850–1932).

En portalfigur för den moderna socialdemokratin var den tyske idépolitikern, riksdagsledamoten och bankmannen Eduard Bernstein (1850–1932). I polemik med både de ortodoxa marxisterna (till exempel Karl Kautsky) och leninisterna i den internationella arbetarrörelsen under sekelskiftet 1800–1900-talet framhöll han att drivkraften för en samhällsförändring i socialistisk riktning måste vara en på värderingar grundad övertygelse om social rättvisa som sätter folkflertalet i rörelse för en stegvis reformering av samhället. Detta kan bara åstadkommas med fredliga och demokratiska medel.
Bernstein avvisade därmed den våldsamma revolutionen och diktaturen som framkomlig väg till ett samhälle som präglas av socialistiska värderingar. Hans betoning av det subjektiva momentet i samhällsförändringen, det vill säga att det är människors viljebestämda handlingar som bestämmer utvecklingen, är ett fjärmande från den ortodoxa marxismens historiedeterminism, det vill säga tron att socialismens seger skulle vara given av "den historiska nödvändigheten". Denna voluntaristiska hållning uttrycktes av Olof Palme med orden "Politik är att vilja".

## Acceptans av marknadsekonomin
Med ekonomisk statistik från decennierna runt det förra sekelskiftet kunde Bernstein visa att den marxistiska politiska ekonomins huvudtes, att kapitalismen leder till massornas utarmning, inte stämde med verkligheten. I stället tillväxte i industriländerna ett mellanskikt av arbetare i bättre ställning och lägre tjänstemän.
I Sverige avvisade Nils Karleby (1892–1926) den marxistiska läran om utsugningen och menade att det både är legitimt och funktionellt att båda produktionsfaktorerna, det vill säga arbete och kapital, har ett pris. Ersättning för i produktionen sysselsatt kapital kan inte i sig betraktas som en otillbörlig exploatering av arbetarna.
Detta innebar att socialdemokraterna accepterade marknadsekonomin, men inte obetingat. Utvecklingen drivs av ständigt uppkommande obalanser och dessa kan från tid till annan leda till såväl rovdrift av arbetskraften som ekonomiska kriser, otillräckliga investeringar och underutnyttjande av produktionsfaktorerna. För att motverka sociala missförhållanden och marknadsmisslyckanden, och för att stimulera den ekonomiska tillväxten, fordras en politisk reglering av marknadsekonomin. Dessa uppfattningar kodifierades av John Maynard Keynes (1883–1946) inom ramen för den neoklassiska marknadsmodellen i slutet av 1930-talet, men fanns redan tidigare i praktisk och mindre teoretisk form inom den socialdemokratiska arbetarrörelsen.

## Samförstånd och ekonomisk tillväxt
Ett centralt inslag i den socialdemokratiska ideologin är att klasskampsperspektivet har tonats ned till förmån för en strävan att stärka de välståndsbildande krafterna i samhället och verka för att frukterna av den ekonomiska tillväxten fördelas rättvist. Nederlaget i Storstrejken 1909 bildade bakgrund till Saltsjöbadsavtalet 1938. I stället för att avskaffa arbetsgivarnas §32 införde man senare komplementet medbestämmandelagen (MBL).
Viktiga förutsättningar för detta är arbetsfred, starka fackföreningar och en ekonomisk politik för full sysselsättning. Socialdemokraterna strävar efter samförstånd mellan arbetsmarknadens parter och ser hellre att arbetsmarknaden regleras av civilrättsliga kollektivavtal än offentligrättslig lagstiftning, även om den socialdemokratiska ideologin också rymmer politisk reglering av arbetslivet.

## Socialism eller socialliberalism?
Den reformistiska samhällsförändringen har ofta beskrivits i tre steg. Det första steget är den politiska demokratin, som skapar möjligheter för parlamentarisk maktmobilisering i allmänna val. Den politiska makten ger förutsättningar för det andra stegets genomförande vilket är den sociala demokratin, där en ekonomisk politik för full sysselsättning och en utbyggd generell välfärdspolitik förverkligar det sociala medborgarskapets lika rättigheter för alla. Den fulla sysselsättningen och det sociala medborgarskapet motverkar den klassbestämda underordningen och ger människor ökade maktresurser att själva förfoga över sina liv. I kombination med lagstiftning för att stärka allmänintresset i samhällsekonomin kommer den maktförskjutning på arbetsmarknaden som följer av facklig organisering, full sysselsättning och det sociala medborgarskapet att successivt leda till en demokratisering också av arbetslivet, vilket är det tredje steget i samhällsomvandlingen, den ekonomiska demokratin.
Ett viktigt inslag i den socialdemokratiska ideologin är det så kallade funktionssocialistiska perspektivet. Det innebär att intresset förskjuts från att förändra de formella ägandeförhållandena i samhället till att steg för steg kontrollera ägandets funktioner genom politisk reglering av marknaderna, skattelagstiftning, facklig mobilisering, växande konsumentinflytande och det sociala medborgarskapets ökade möjligheter för individerna att själva förfoga över sina liv.
Ändå har frågan om en forcering av "det tredje steget", den ekonomiska demokratin, med politiska åtgärder som mer direkt griper in i ägandet och ägandets rättigheter än vad som ryms i ett renodlat funktionssocialistiskt perspektiv, ställts på dagordningen vid tre tillfällen i den moderna socialdemokratins historia i Sverige. Det handlar om socialiserings- och planhushållningsdiskussionen på 1920-talet, Arbetarrörelsens efterkrigsprogram på 1940-talet och löntagarfonderna på 1970- och 80-talen. Vid samtliga dessa tillfällen har strävan att driva på utvecklingen av den ekonomiska demokratin stött på starkt motstånd av borgerligheten och skapat oenighet i de egna leden, och arbetarrörelsen har drivits på reträtt. Man kan säga att det inom socialdemokratin finns en ideologisk spännvidd mellan en vänster som vill åstadkomma strukturella samhällsförändringar i socialistisk riktning och en pragmatisk höger som står socialliberalismen nära.

## Arbetarparti eller hela folkets parti?

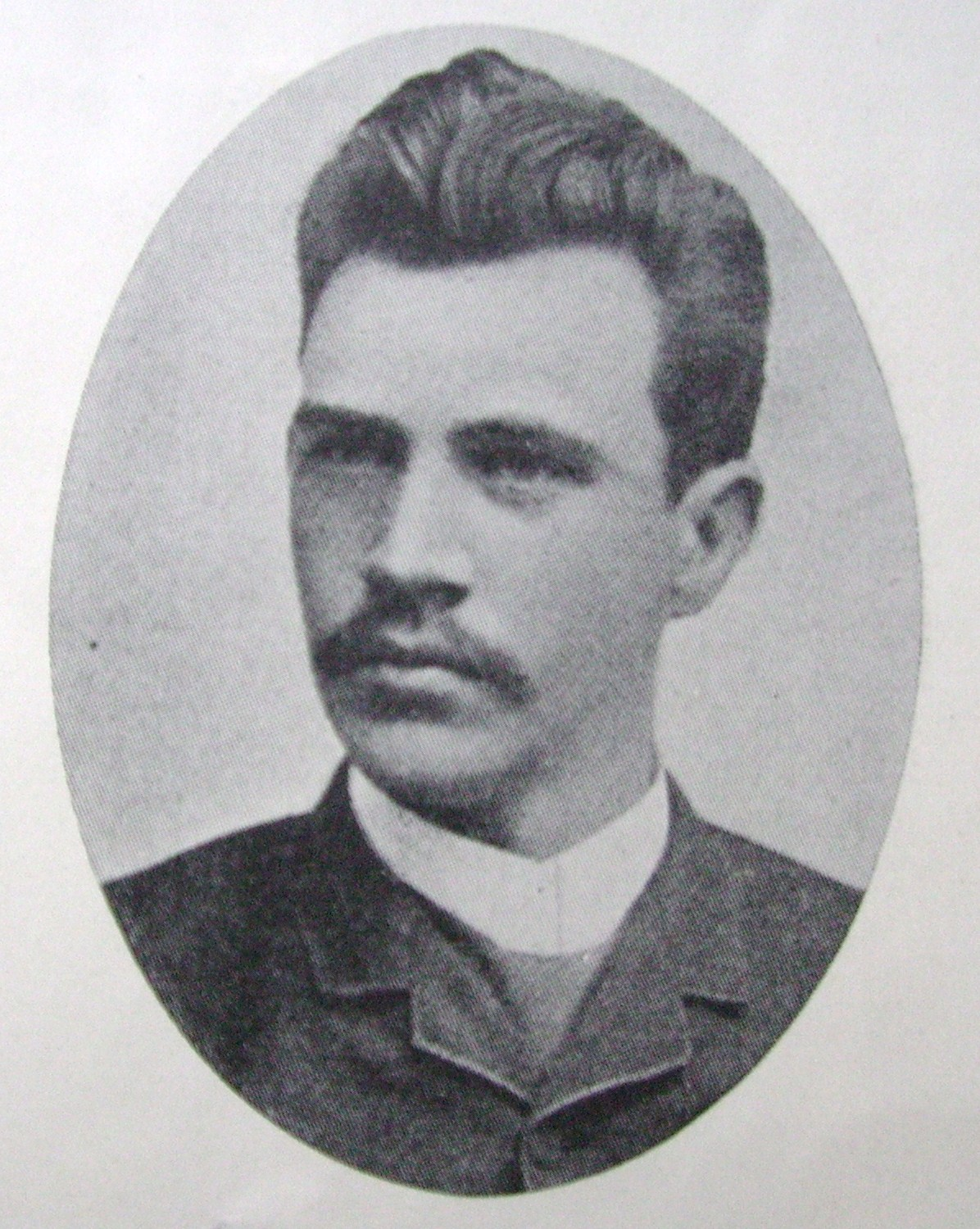
Axel Danielsson (1863–1899).

Socialdemokraterna har sitt ursprung som ett renodlat arbetarparti och särskilt i Sverige har banden varit starka mellan arbetarnas fackföreningar och partiet. Axel Danielsson (1863–1899) utvecklade en partiteori enligt vilken arbetarrörelsens två grenar, den fackliga och politiska, uppfattas som organiskt sammanhängande. Men redan i Bernsteins erkännande av det ideologiska momentets avgörande betydelse för samhällets förändring, och ambitionen att sätta folkflertalet i rörelse för social rättvisa, finns en bredare ansats än den snäva klassmobiliseringen.
Under 1920-talet ställdes frågan uttalat om socialdemokraterna skulle vara ett arbetarnas klassparti eller om man, med Per Albin Hanssons (1885–1946) ord, skulle sträva efter att vara "hela folkets parti". Här finns en ambivalens mellan å ena sidan en innebörd av begreppet "folket" som det uttrycks i motsatsparet "folket och herrarna", å andra sidan ett ideologiskt närmande till tanken att socialdemokratin verkligen kan axla ansvaret att representera allmänintresset och att det är borgerligheten och arbetsgivarna som sviker detta genom att verka i det krassa egenintresset. Att det här finns ett samband mellan den socialdemokratiska folkhemstanken och Rudolf Kjelléns (1864–1922) konservativt organiska samhällslära torde vara oomtvistligt, även om innebörden och betydelsen av detta samband har varit föremål för diskussion.
Under 1930-talet fick dessa frågeställningar en mera praktisk och realpolitisk innebörd då det kom att handla om allianser som kunde säkra det socialdemokratiska regeringsinnehavet. I första skedet knöts vad man kan kalla en arbetar-småbondeallians genom uppgörelsen med Bondeförbundet 1933 ("kohandeln"). Under efterkrigstiden orienterades den socialdemokratiska politiken allt mer mot att bygga en allians mellan arbetarna och de växande tjänstemannagrupperna. Man började identifiera sig som det breda partiet för löntagare. Den välfärdsregim som etablerades med efterkrigstidens sociala reformer kan sägas vila på en sådan allians: den generella välfärdspolitiken knyter samman medelklassens intressen med arbetarklassens, samtidigt som den utsträcker medelklassens standardnorm till att omfatta också arbetarna.

## Starkt samhälle eller oberoende?
Ytterligare en ideologisk spännvidd inom socialdemokratin gäller synen på staten. Å ena sidan finns en tradition av att söka lösningar på samhällsproblem genom människors egenorganisering och kooperation, å den andra en strävan att driva reformpolitik genom politiska beslut och offentliga åtaganden. Det senare drevs längst under 1950- och 1960-talet och kodifierades med Tage Erlanders ord om "det starka samhället", där det främst var staten och kommunerna som skulle förverkliga de socialdemokratiska idealen.
Exempel på den andra polen är den kooperativa rörelsen och SSU-parollerna om "självförvaltning" på 1980-talet. Den gamle kooperatören och (s)-politikern Anders Örne (1881–1956) varnade för att politiken inte fick göra medborgarna till "statsmaktens klienter".
Samma spänning finns också i synen på den ekonomiska demokratin. Ska den huvudsakligen drivas underifrån genom driftsråd och medbestämmande på arbetsplatserna, eller ska tyngdpunkten ligga på lagstiftning och statlig reglering av marknaderna? Ernst Wigforss (1881–1977) tog starka intryck av gillesocialismen, som handlade om att människor skulle få makten på ett lokalt plan, medan till exempel Rickard Sandler (1884–1964) var förespråkare för ökat statligt ägande och ökad statskontroll över näringslivet.

## Jämlikhet och jämställdhet
Under senare decennier har den traditionella socialdemokratiska strävan efter ökad jämlikhet allt mer kommit att kompletteras av ett uttalat och markerat jämställdhetsperspektiv. Under 1960- och 70-talen tog sig detta främst ett strukturreformistiskt uttryck med avskaffandet av sambeskattningen, införandet av föräldrapenningen och utbyggnaden av den offentliga tjänstesektorn för att öka kvinnors förvärvsfrekvens. Utgångspunkten var konstaterandet att i det moderna samhället är yrkesarbete och eget ekonomiskt fotfäste en förutsättning för individens självbestämmande och fullvärdigt medborgarskap. Samtidigt ville man stärka de välståndsbildande krafterna i samhället genom att öka arbetskraftsdeltagandet. Bland andra var Birgitta Dahl (född 1937) en pådrivande kraft för denna politik.
Kvinnornas inträde på arbetsmarknaden under 1970-talet fick konsekvenser för könsmaktsordningen på samhällslivets alla områden, även om kvinnors ställning på arbetsmarknaden i Sverige i några avseenden förblir sämre än männens, exempelvis vad gäller löner.
Under 1990-talet har det strukturreformistiska perspektivet delvis kommit i skymundan för mer en mer ideologiskt artikulerad feminism inom delar av socialdemokratin, med en starkare betoning på att förändra människors attityder och förhållningssätt än att åstadkomma samhällsreformer. Margareta Winberg (född 1947) är en företrädare för denna strömning. Radikaliseringen kan kanske delvis ses som en reaktion på att utvecklingen mot ett mer jämställt samhälle har bromsats upp sedan 1980-talet.
Inför valet 1994 beslöt socialdemokraterna införa principen varannan damernas vid fastställandet av kandidatlistorna till valen, vilket har medfört att partiets könsfördelning i riksdagen, landstingen och kommunerna är jämn. Principen tillämpas även internt vid val av partistyrelse och distriktsstyrelser.
Interventionen fullföljs dock inte i samma utsträckning som initialt var tilltänkt, vilket en studie på Luleå Tekniska Universitet kunnat påvisa. I valet till kommunfullmäktige 2010 var endast 29 procent av partiets valsedlar helt igenom varvade, vilket således inte ligger i paritet med den princip som partiet fastställ där damerna skall tilldelas varannan plats på partiets valsedlar.

## Grönt folkhem
Göran Persson (född 1949) lanserade under sin partiledartid uttrycket det gröna folkhemmet för att lägga en ekologistisk dimension till den socialdemokratiska samhällssynen. Första gången han offentligt berättade om sin version var i regeringsförklaringen 1996.
Hans idéer lever i den socialdemokratiska ideologin. Märks exempel i Arbetarrörelsens Tankesmedjas rapport om de gröna folkhemmet 2010.

## Idépolitiker
Viktiga personer för den svenska socialdemokratins idéutveckling har varit Axel Danielsson, Hjalmar Branting, Vilhelm Lundstedt, Nils Karleby, Östen Undén, Rickard Sandler, Ernst Wigforss, Gustav Möller, Per Albin Hansson, Alva och Gunnar Myrdal, Tage Erlander, Rudolf Meidner, Gösta Rehn och Olof Palme.